# معدن سنگ چاه ترش
معدن سنگ چاه ترش یک منطقهٔ مسکونی در ایران است که در دهستان بزمان واقع شده‌است. معدن سنگ چاه ترش ۳۱ نفر جمعیت دارد.